# Sławin
Sławin is een dorp in de Poolse woiwodschap Groot-Polen. De plaats maakt deel uit van de gemeente Sieroszewice en telt 270 inwoners.